# M26 Pershing
O M26 Pershing foi um tanque pesado utilizado na Segunda Guerra Mundial e na Guerra da Coreia. O seu nome é uma homenagem ao General John J. Pershing, que dirigiu a Força Expedicionária Americana na Primeira Guerra Mundial.

## História
À semelhança de outros exércitos na década de 1930, o Exército dos Estados Unidos previa duas funções principais para os carros de combate: apoio à infantaria e rompimento e exploração das linhas inimigas. No contexto da Segunda Guerra, de 1942 até ao final do conflito, ambas eram essencialmente desempenhadas pelo M4 Sherman, mais bem adaptado à última no papel de cavalaria mecanizada. A Infantaria teria preferido um veículo melhor protegido e armado, mesmo ao preço de uma menor mobilidade. Em fins de 1942, o Ordnance Corps começou a trabalhar em um novo projeto de carro de combate, orientado para as necessidades da Infantaria, que pretendia ser mais versátil que os similares britânicos.
Nos dois aos seguintes foram construídos vários protótipos, sob as designações "T20", "T22", "T23", "T25" e "T26". Elas cobriam uma grande variedade de combinações de armas, transmissões e suspensões. Entretanto, o sucesso inicial do M4 Sherman fez com que o Army Ground Forces Command acreditasse que não havia necessidade imediata de um novo carro de combate. Mesmo diante do surgimento dos tanques pesado Tiger e médio Panther, aquele comando não alterou a sua posição, acreditando que ambos surgiriam em número reduzido nos campos de batalha. A previsão mostrou-se correta quanto aos pesados Tiger, mas os Panther, encontrados pela primeira vez em pequenas quantidades na batalha de Anzio na Itália, foram produzidos em grande quantidade pela Alemanha Nazi, vindo a constituir-se na metade da força de carros de combates alemães na Normandia. Além disso, de acordo com a doutrina do Exército estadunidense à época, não era previsto o enfrentamento de carros de combate. Esta era a tarefa dos "tank destroyers", veículos blindados com maior mobilidade e com armas mais pesadas, como o M10 Wolverine ou o M18 Hellcat. Como resultado, o desenvolvimento de novos carros de combate foi moroso. Quando os Aliados invadiram a Europa Ocidental na Operação Overlord, em Junho de 1944, os M4 Sherman ainda equipavam a maior parte das unidades de carros de combate estadunidenses. Entretanto, com o desenrolar da campanha, em pouco tempo de tornou evidente que a doutrina dos "tank destroyers" falhara em campo e que mesmo versões melhoradas dos M4 eram incapazes de enfrentar, em igualdade de condições, os Panther. Iniciaram-se então esforços para acelerar o desenvolvimento do novo projeto, mas as primeiras unidades do T26 Pershing apenas chegaram ao campo de batalha em Fevereiro de 1945, tendo tido muito pouca acção no conflito.
Em Maio de 1946, devido à evolução das concepções sobre as necessidades de carros de combate pelo Exército estadunidense, o M26 foi reclassificado como um carro de combate médio. Originalmente concebido como um veículo pesado, o Pershing foi uma atualização significativa desde o M4 Sherman, em termos de poder de fogo e blindagem. Por outro lado, a sua mobilidade mostrou-se insatisfatória para um tanque médio (usava o mesmo motor que equipava o M4A3, um carro cerca de dez toneladas mais leve) e, a sua transmissão, pouco fiável.
Em 1948, a versão M26E2 foi desenvolvida, com uma nova propulsão. Eventualmente, a nova versão foi redesenhada como M46 General Patton e 1160 unidades do M26 foram reconstruídas segundo este novo padrão. Desse modo, o M26 tornou-se a base dos tanques Patton, que viriam a substituí-lo no início da década de 1950. O M47 Patton era apenas um M46 com uma nova torre. As versões posteriores M48 Patton e M60 Patton, que mais tarde entraram em serviço na Guerra do Vietnã e em conflitos no Médio Oriente, e que continuam no serviço ativo em muitas nações ainda hoje, são evoluções do layout original do Pershing, da época da Segunda Guerra.

## Histórico de combates

### Segunda Guerra Mundial
O M26 esteve um longo tempo em desenvolvimento e só entrou em combate ao final da Segunda Guerra. Um pequeno número foi trazido para a Europa com a Missão Técnica Zebra, que incluía tanques, peças sobressalentes e observadores militares e civis. Foram destacados para o general Omar Bradley do 12º Army Group e repartidos entre a 3.ª e a 9.ª Divisões Blindadas. Entraram pela primeira vez em combate em Fevereiro de 1945. A primeira baixa em combate foi diante de um Tiger, em 28 de Fevereiro, mas o Pershing foi recuperado e colocado novamente em operação. Dez tanques Pershing foram destacados para a 9ª Divisão Blidada, e estavam entre os primeiros a chegar ao rio Reno quando as forças estadunidenses começaram a avançar na Alemanha. Diante da rápida aproximação das forças estadunidenses, os estrategistas nazistas tentaram frustrar - ou pelo menos atrasar - o seu avanço, dinamitando as principais pontes sobre o rio. Quando chegou à 9ª Divisão a informação de que a Ponte Ludendorff em Remagen ainda era transitável, sabia-se que teria que se agir rápida e decisivamente. Em 7 de Março de 1945, a 9ª Divisão atingiu a ponte, assegurando-a como ponto de apoio estratégico em todo o Reno. Dos dez tanques Pershing destacados para a 9ª Divisão, apenas três tomaram a ponte; destes três, apenas um sobreviveu e está em exposição permanente no Wright Museum of WWII History em Wolfeboro (NH).
Belton Y. Cooper, um oficial de ordenanças no nível do Combat Command (brigada) da 3ª Divisão Blindada durante o conflito, escreveu um livro de memórias sobre a sua experiência. De acordo com Cooper, dez Pershings foram enviados para a 3ª Divisão no início de Fevereiro de 1945. Ele alega que teriam sido enviados mais cedo, caso o general George S. Patton não tivesse intervindo. Patton teria favorecido o tanque Sherman, dado que exigia menos combustível e tinha mais mobilidade. O raciocínio de Patton provinha de sua inabalável adesão à doutrina da Força de Blindados, que considerava que os tanques deviam romper as barreiras inimigas, a fim de aprofundar a sua penetração em território inimigo, ao mesmo tempo em que eram seguidas por "tank destroyers" com o papel de lidar com os tanques inimigos. Essa acusação foi contestada por Charles Baily que afirma[carece de fontes?]:
Enquanto pesquisando o desenvolvimento do M26, este autor analisou os registros do Ordnance Department, Army Service Forces, Army Ground Forces, War Department G-4, e Teatro de Operações Europeu. Não há nada nesses registos associando George S. Patton com o desenvolvimento, produção, ou a introdução do M26.— Charles Baily

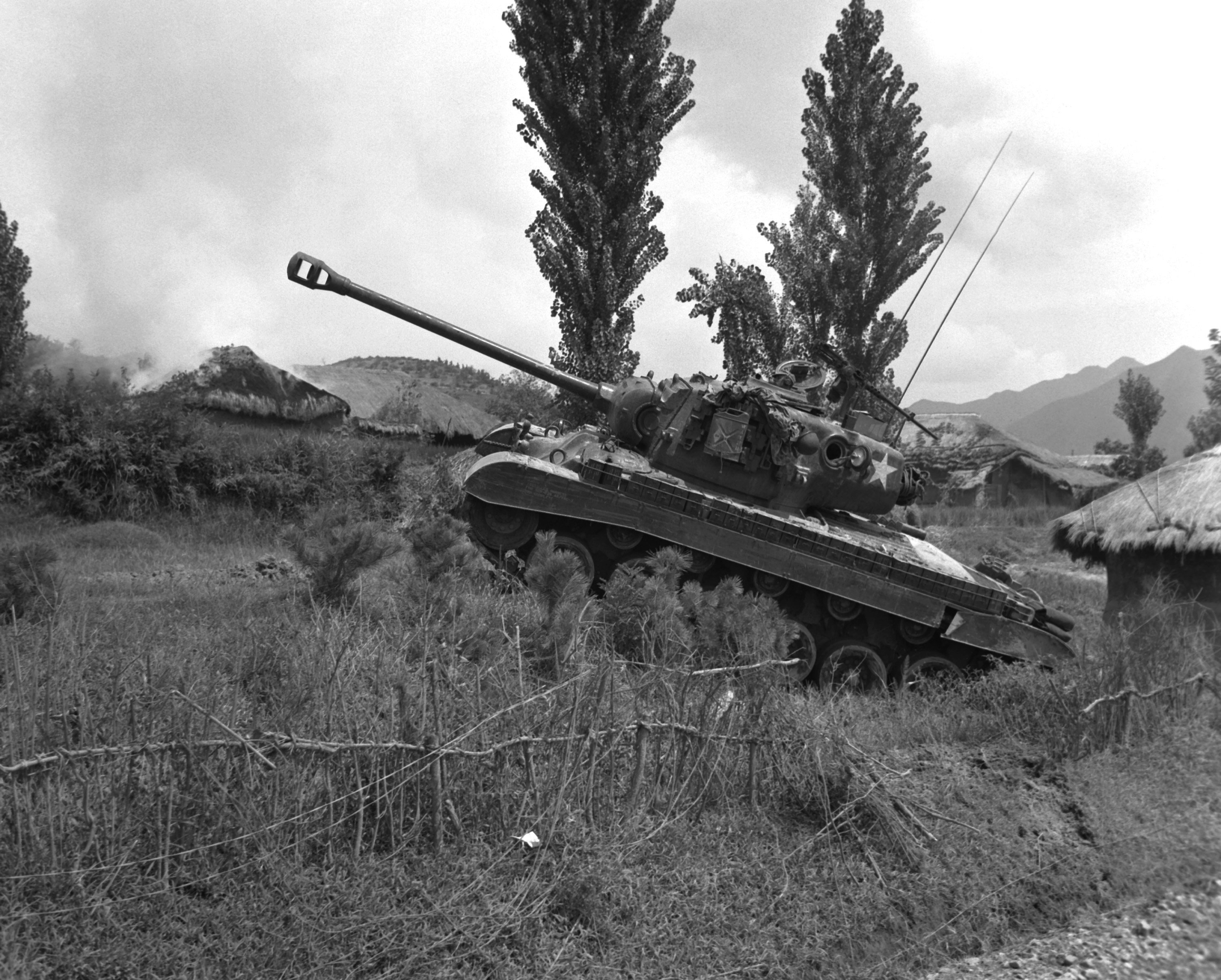
Um M26 americano

Dois tanques M26A1E2 foram construídos durante a Segunda Guerra. Um deles foi feito para o Teatro de Operações Eurupeu, e foi atribuído à 3ª Divisão Blindada. Esta versão experimental do Pershing, por vezes referida como "Super Pershing" (tal como outras variantes), tinha um canhão T15E1 de 90 mm/calibre 70, arma de alta velocidade que atirava um projétil a 3850 pés/s (1170 m/s). Esta arma poderia penetrar 8,5 polegadas (220 mm) em blindagem RHA, em um intervalo de 1000 jardas (914 m) contra uma blidagem em ângulo de 30 graus. Em um intervalo de 100 jardas (91 m), poderia penetrar 13 polegadas (330 mm) em RHA em ângulo de 30 graus. Em 4 de Abril de 1945, perto de Dessau, um "Super Pershing" destruiu um King Tiger atingindo-o na parte inferior; também inutilizou um outro tanque (provavelmente um Panther), com um tiro no seu flanco. Este é o seu único engajamento em combate conhecido, pelo que a plena capacidade de sua arma T15E1 de 90 milímetros nunca foi demonstrada.
O 3AD Super Pershing foi efectivamente o tanque piloto T26E1. Este, enquanto designado à Task Force Wellborn, teve pelo menos três tanques inimigos destruídos, incluindo o King Tiger em Dessau. Isto de acordo com John Irwin, artilheiro do Super Pershing em sua obra "Another River, Another Town".

### Guerra da Coreia
O M26 também esteve em serviço na Guerra da Coreia, embora apenas com um pequeno quantitativo de unidades, uma vez que a resposta inicial dos comandantes de batalha foi a de que "A Coreia não é bom país para tanques" (no original, "Korea isn't good tank country"). A história oficial do Exército estadunidense relata que um certo número de M26 foram retirados de seus pedestais em Fort Knox, onde eram conservados como memoriais da Segunda Guerra. Aos Pershing e aos seus derivados, os M46, são creditados a destruição de quase a metade dos T-34 norte-coreanos pelo US Armored Corps. Os M4A3E8, cujo desempenho antitanque foi melhorado graças à disponibilidade de blidagem HVAP, foram responsáveis pela maior parte do restante.

## Emprego na Bélgica
Em 1952 o Exército da Bélgica recebeu 423 unidades Pershing M26 e M26A1, sob a forma de leasing gratuito, como parte de um "Mutual Defense Assistance Program" (MDAP), a designação oficial, à época, do programa de ajuda militar estadunidense aos seus aliados. Os carros de combate foram utilizados principalmente para equipar unidades de reserva mobilizáveis da força de batalhões: o 2º, 3º e 4º Régiment de Guides/Regiment Gidsen (as unidades belgas têm as suas designações oficiais tanto em francês quanto em neerlandês), o 7º, 9º e 10º Régiments de Lanciers/Regiment Lansiers, e, por último, o 2º, 3º e 5º Bataillon de Tanks Lourds/Bataljon Zware Tanks. Entretanto, na Primavera de 1953, M26 equiparam por três meses o 1º Heavy Tank Battalion da 1ª Divisão de Infantaria, uma unidade ativa, antes de serem substituídos por carros M47.
Em 1961 o número de unidades de reserva foi reduzido e o sistema de reservas reorganizado. Os M26 passaram a equipar o 1º e o 3º Escadron de Tanks/Tank Escadron, como uma reserva geral da arma de Infantaria. Finalmente, em 1969 todos os M26 foram progressivamente baixados.

## Modelos
- M26 (T26E3) - Canhão M3 com duplo defletor de gases. Modelo principal produzido.
- M26A1 - Canhão M3A1 com evacuador e defletor simples de gases.
- M26A1E2 - Versão experimental armada com um longo canhão T15E1/E2.
- M26E1, T26E4 - Canhão longo, munição inteiriça.
- M26E2 - Novo motor e transmissão, com canhão M3A1. Terminou com o M46 Patton.
- T26E2 - Eventualmente padronizado para emprego como Heavy Tank M45 — um veículo de apoio fechado com um canhão M101 de 105mm.
- T26E5 - Protótipo com blindagem leve — no máximo de 279mm.

|  |  |  |